# James H. Schmitz
James Henry Schmitz (ur. 15 października 1911 w Hamburgu, zm. 18 kwietnia 1981 w Los Angeles) – amerykański pisarz, autor powieści science fiction.

## Życiorys
Schmitz urodził się w Niemczech, w amerykańskiej rodzinie. Gdy wybuchła I wojna światowa, rodzina ewakuowała się do USA, ale po zakończeniu wojny znów powróciła do Niemiec, gdzie ojciec Schmitza pracował dla amerykańskiej firmy. W latach 30. Schmitz przebywał w USA, gdzie uczęszczał najpierw do szkoły biznesu, a potem przeniósł się na kursy dziennikarskie. Po skończeniu szkoły, nie mogąc znaleźć pracy podczas wielkiego kryzysu, powrócił do Niemiec. W 1938 r. ponownie ewakuował się do USA, tym razem już na stałe. W czasie II wojny światowej Schmitz służył w lotnictwie. Po wojnie osiedlił się w Kalifornii, gdzie mieszkał do śmierci w 1981 roku. 

## Twórczość
Twórczość Jamesa H. Schmitza zaliczana jest do gatunku przygodowej space opery, ale chociaż autor nie stroni od kosmicznej nawalanki, gwiezdne wojny są jedynie wspominane jako przestroga odległej przeszłości. Główna tematyka tych utworów to zdolności parapsychiczne, etyka i problemy ekologiczne. Akcja większości z nich rozgrywa się w stworzonym przez Schmitza anturażu międzygwiezdnej cywilizacji ludzkiej obejmującej Piastę, dużą gromadę gwiazd położoną w pobliżu osi Galaktyki. Autor rysuje Piastę jako środowisko przyjazne rodzajowi ludzkiemu, a czasami wręcz sielankowe.
Mocną stroną Jamesa H. Schmitza są postacie bohaterów. Gardner Dozois tak napisał o nim w antologii Stare dobre czasy:

Chociaż nieżyjący już James H. Schmitz nie dorównuje van Vogtowi w kreowaniu paranoicznego wręcz napięcia i z bizantyjska ozdobnych intryg, jest od niego znacząco lepszy w tworzeniu postaci. Nawet jego negatywni bohaterowie są psychologicznie prawdziwi...

A ponieważ wiele z nich to kobiety:

Schmitz wyprzedzał resztę świata o całe dziesięciolecia

Bohaterki Schmitza, to nie są już dominujące wcześniej w literaturze „damy w opresji”, ale samodzielne i inteligentne kobiety; potrafią znokautować z półobrotu czy strzelić w razie potrzeby, i nigdy nie tracą głowy. Telzey Amberdon, nastoletnia telepatka czy Trigger Argee, agentka wywiadu, pojawiają się w wielu utworach, częstokroć razem.
Do nagród Schmitz nie miał szczęścia, chociaż jego utwory były wielokrotnie nominowane. W 1965 roku nawet dwa jego opowiadania: „Goblin Night” i „Planet of Forgetting” były nominowane do Nebuli. Przegrywał jednak z najlepszymi: Żelaznym, Heinleinem czy Aldissem.

## Utwory przetłumaczone na jęz. polski
- Agentka Vegi (Agent of Vega) — przekład Zbigniew Królicki, opowiadanie, antologia klubowa Ucieczka do Chaosu: 6 x Space Opera, 1986.
- Druga noc lata (The Second Night of Summer) — przekład Jarosław Cieśla, opowiadanie, antologia Stare dobre czasy, 2001.
- Dziadek (Grandpa) — przekład Wiesław Lipowski, opowiadanie, Nowa Fantastyka 2, 2003.
- Prądy czasu (The Winds of Time) — przekład Ireneusz Dybczyński, opowiadanie, online na sf.giang.pl[3]
- Plazmoidy (Legacy) — przekład Ireneusz Dybczyński, powieść, Solaris 2014, online na sf.giang.pl[4]
- Lew na wolności (Lion Loose) — przekład Ireneusz Dybczyński, opowiadanie, online na sf.giang.pl[5]
- Kanapka z szynką (Ham Sandwich) — przekład Ireneusz Dybczyński, opowiadanie, online na sf.giang.pl[6]
- Gwiezdne hiacynty (antologia Złoty wiek SF)